# Flappy Bird
Flappy Bird – darmowa komputerowa gra akcji stworzona przez firmę dotGEARS. Gra została udostępniona 24 maja 2013 roku. Twórcą gry jest Wietnamczyk Nguyễn Hà Đông. Flappy Bird jest tzw. „side-scrollerem”, w którym gracz wciela się w postać lecącego ptaka. Głównym celem jest omijanie rur wystających z dołu i z góry ekranu przez stukanie palcem w ekran telefonu.
Szybki wzrost popularności gry spowodował, że twórca postanowił usunąć ją ze sklepu. Po kilku miesiącach jednak zmienił zdanie i przywrócił ją na wszystkie platformy. W styczniu 2014 roku gra była najczęściej ściąganą aplikacją na App Store.
Średnia ocen na agregatorze Metacritic wynosi 52/100. Nguyễn Hà Đông wyznał w wywiadzie dla „The Verge”, że dzięki reklamom w grze zarabiał 50 tysięcy dolarów dziennie w 2014 roku.